# Sinn und Form
 (janvier 2021).

Sinn und Form (Le sens et la forme) est une revue bimestrielle de littérature et de culture publiée par l'Académie des arts de Berlin.
À l'époque de la République démocratique allemande (RDA), cette revue était connue pour sa relative ouverture et sa résistance au dogmatisme. Elle réussit à survivre après la dissolution de la RDA, à l'instar des Weimarer Beiträge, l'autre revue littéraire très réputée.
Sinn und Form est spécialisée dans la littérature, mais elle présente également des essais philosophiques et politiques, ainsi que des entretiens avec d’éminents auteurs, artistes et philosophes.

## Histoire
La revue est fondée en 1949 par le poète Johannes R. Becher et l'écrivain et traducteur Paul Wiegler. Becher conçoit la revue à la fois comme un organe de communication pour les intellectuels et comme une figure de proue culturelle de la RDA vers le monde extérieur. 
Sinn und Form n’est pas un organe du parti et publie également des textes de jeunes auteurs qui ne trouvent pas d’autre moyen de publier en RDA. En tant qu'organe de l'Académie des sciences, ellen n'est pas soumise à la censure, contrairement à de nombreux autres médias. 
Son rédacteur en chef, de 1949 à 1962, est un poète de renom, Peter Huchel. L'écrivain Bodo Uhse lui succède brièvement (en 1963). Son successeur est Wilhelm Girnus (jusqu'en 1981). En 1982, le poète Paul Wiens est le rédacteur responsable jusqu'à sa mort la même année. De 1983 à 1990, la fonction est assurée par l’écrivain Max Walter Schulz.
Après la disparition de la RDA, Sebastian Kleinschmidt a été nommé rédacteur en chef en 1991. Depuis 2013, il est remplacé par Matthias Weichelt qui avait rejoint l'équipe de Sinn und Form en 2006.